# فاكوبس
فاكوبس (الاسم العلمي Phacops)، جنس من القشريات من فصيلة ثلاثية الفصوص، التي عاشت في أوروبا والمغرب العربي وشمال وجنوب أمريكا والصين حتى نهاية العصر ديفوني،  يتكون صدرها من مجموعة  من الحلقات المفصلية كثيرة العدد بينما منطقة الذيل ضئيلة العدد
وتسمى الخطوط بين الأجزاء المستعرضة  بالحزوز البلورية بينما الرأس نصف  بيضاوي ينقسم إلى  الجبهة Galabella  وعلى جانبيها الخدود وعلى كل خد
خط درز وفي منتصف الدرز تقع العين المركبة  والنصف الخارجي للخد متحرك ومحور إلى قرن استشعار وهي من العصر الديفوني أي حوالي 400 مليون سنة.